# Xian de Zijin
Le xian de Zijin (紫金县 ; pinyin : Zǐjīn Xiàn) est un district administratif de la province du Guangdong en Chine. Il est placé sous la juridiction de la ville-préfecture de Heyuan.

## Démographie
La population du district était de 737 305 habitants en 1999.